# Global Kryner
Global Kryner er en østrigsk musikgruppe, der spiller moderne folkemusik. Gruppen repræsenterede Østrig ved Eurovision Song Contest 2005 med sangen "Y asi", som ikke kvalificerede sig videre fra semifinalen.

## Medlemmer
- Anton Sauprügl – Harmonika
- Christof Spörk – Klarinet
- Edi Koehldorfer – Guitar
- Karl Rossmann – Trompet
- Sabine Stieger – Vokal
- Sebastian Fuchsberger – Tenor

## Diskografi
- Global Kryner,[1] April 2004
- Krynology, Maj 2005
- Weg, Januar 2008
- Live in Luxembourg, Januar 2009
- Global Kryner versus The Rounder Girls, Januar 2010